# Melipotis tenella
Melipotis tenella är en fjärilsart som beskrevs av Edwards 1881. Melipotis tenella ingår i släktet Melipotis och familjen nattflyn. Inga underarter finns listade i Catalogue of Life.